# Mundo de Cristal
Mundo de Cristal é o segundo álbum de estúdio da cantora mexicana Thalía. Lançado apenas no México pelo selo Melody/Fonovisa em 1991. Foi o último álbum de Thalia a ser produzido por Alfredo Díaz Ordaz, que foi o primeiro namorado de Thalia e morreu de hepatite em 1992. O álbum foi certificado 2x Platina no México para embarques de 200.000.
Para celebrar o 25º aniversário de Thalía como artista solo, em dezembro de 2014, este álbum está disponível nas plataformas digitais iTunes e Spotify.

## Antecedentes e produção
Após o sucesso de seu primeiro álbum de estúdio, que rendeu à artista um certificado de 2× ouro, por mais de 200.000 cópias vendidas em menos de um ano, a cantora estava exausta com a promoção do álbum. Além disso, sua insatisfação com as inúmeras críticas recebidas por sua nova imagem rebelde e sensual era notável. A cantora entrou em depressão e começou a pensar em parar de cantar.. Sua mãe Yolanda e seu namorado Alfredo Díaz a convenceram a tirar férias em Los Angeles e, nessa época, Alfredo a propôs em casamento. A cantora recusa o pedido, mas sente que está pronta para continuar com sua carreira musical.
As doze canções deste álbum foram produzidas por Alfredo Díaz Ordaz, que também produziu o álbum de 1990, Thalía. Quatro canções de Mundo de Cristal foram originalmente escritas para o álbum de estreia de Thalía: "Sudor", "Me Matas", "Jollie Madame" e "En La Intimidad". O álbum inclui canções de pop rock como "En La Intimidad", "Me Matas" e "Jollie Madame" e baladas como "Fuego Cruzado" e "Te Necesito". "Jollie Madame" é a primeira canção de autoria de Thalía, e é mencionada nos créditos do álbum como seu "primeiro pacto com a música, em 5 de maio". "En Silencio" é uma dedicatória à memória de seu pai, que morreu quando Thalía era criança.

## Singles
- Sudor: o primeiro single do segundo álbum de estúdio, lançado em agosto de 1991.[10] A música foi incluída na turnê promocional que passou por cidades mexicanas como Acapulco[4] e também na turnê de seu álbum Love, de 1993.[11] A música não recebeu um videoclipe oficial, mas um videoclipe foi feito para o programa de TV de Raúl Velasco Siempre en Domingo,[5] uma apresentação ao vivo foi feita para o especial de TV Love Thalía y Otras Fantasias, da Televisa.[12] De acordo com o jornal El Siglo de Torreón, Sudor foi uma das canções mais tocadas no México entre 1991 e 1992.[13] A canção alcançou o número três na Cidade do México,[14] o número seis em Los Angeles[15] e o número oito em San Salvador.[16] Na parada Notitas Musicales, Sudor alcançou a posição #9 no México.[17]
- En La Intimidad: segundo single do álbum, foi lançada em outubro de 1991.[18] Para a divulgação do single foi gravado um videoclipe dirigido por Carlos Somonte.[19] O vídeo e a letra da música causaram polêmica no México devido ao seu conteúdo sexual, em resposta à polêmica a cantora disse: “Eu faço as coisas com muita sensualidade mas com muita qualidade, não faço vulgaridades e deixo as coisas nas entrelinhas para que as pessoas percebam e nada mais e assim deixo tudo para a imaginação."[20] O videoclipe foi incluído no boxset de Thalía La Historia lançado pela Universal Music, em 2010.[21] Outro videoclipe foi feito com exclusividade para o programa Siempre en Domingo apresentado por Raúl Velasco, do canal Televisa.[22] Em 1993, durante a promoção do terceiro álbum da cantora, intitulado Love, uma performance ao vivo foi adicionada ao especial Love y Otras Fantasias, a performance foi gravada pela Televisa em San Ángel.[23] Apesar da polêmica, a canção provou ser um sucesso, alcançando a posição #4 nas paradas do jornal El Siglo de Terreon, em Lima e San Salvador.[24][25]
- Te Necesito: terceiro  single do álbum, a música foi lançada em janeiro de 1992, não tem nenhum videoclipe oficial, Thalía divulgou o single em apresentações em programas de TV.[carece de fontes?]
- Fuego Cruzado: o quarto e último single do álbum, lançado em março de 1992, um videoclipe foi lançado para promover a música, sob a direção de L. Hernández. Nele, Thalía aparece cantando a música em vários lugares de Madrid como o parque El Retiro. O videoclipe foi incluído no boxset de Thalía, La Historia, lançado pela Universal Music em 2010, que incluiu os três primeiros álbuns da cantora e um DVD com seus videoclipes da era Fonovisa.[21] A canção alcançou a posição #2 em San Salvador na lista do jornal El Siglo de Torreón.[26] A canção também apareceu na parada da revista Notitas Musicales, que listava as canções mais tocadas no México semanalmente, e alcançou a posição #12 nela.[27]  Em maio de 1992, para comemorar o sucesso do álbum Mundo De Cristal, que foi um dos mais vendidos de 1991, no México, e o sucesso dos singles "Sudor", "Te Necessito" e Fuego Cruzado ", a cantora apareceu na premiação Galardon a los Grandes, na qual interpretou a música e ganhou o prêmio que foi entregue por sua irmã Laura Zapata.[28][29]

## Desempenho comercial
Assim como seu antecessor, Mundo de Cristal fez sucesso no país natal de Thalía, vendeu mais de 100.000 cópias após seis semanas de lançamento e para celebrar o sucesso, um disco de ouro foi dado à cantora enquanto ela estava em turnê no México. O álbum foi um dos álbuns mais vendidos no México na primeira metade de 1992. Eventualmente, a cantora recebeu dois discos de ouro pelas vendas de mais de 200.000 cópias no México, que foi dado enquanto ela se apresentava em Acapulco.

## Faixas
| Mundo de Cristal |                          |                                   |         |  |
| N.º              | Título                   | Compositor(es)                    | Duração |  |
| 1.               | "Cristal (Instrumental)" | Alfredo Díaz Ordaz                | 1:08    |  |
| 2.               | "Sudor (Parte I e II)"   | Alfredo Díaz Ordaz                | 5:08    |  |
| 3.               | "El Bombo de tu Corazón" | Aureo Baqueiro                    | 4:40    |  |
| 4.               | "Te Necesito"            | Alfredo Díaz Ordaz                | 5:02    |  |
| 5.               | "Madrid"                 | Alfredo Díaz Ordaz                | 4:48    |  |
| 6.               | "Fuego Cruzado"          | Luis Cabañas Agudo, Pablo Pinilla | 4:38    |  |
| 7.               | "Jollie Madame"          | Thalía                            | 3:53    |  |
| 8.               | "Mundo de Cristal"       | Alfredo Díaz Ordaz                | 5:07    |  |
| 9.               | "En La Intimidad"        | Fernando Riba, Kiko Campos        | 5:07    |  |
| 10.              | "Me Matas"               | Pablo Pinilla                     | 3:14    |  |
| 11.              | "En Silencio"            | Alfredo Díaz Ordaz                | 5:01    |  |
| 12.              | "Blues Jam"              | Thalía, Alfredo Díaz Ordaz        | 2:05    |  |
| Duração total:   | Duração total:           | Duração total:                    | 46:56   |  |

## Certificações e vendas
| Região | Providor | Certificação | Vendas   |
| ------ | -------- | ------------ | -------- |
| México | AMPROFON | 2× Ouro      | 200,000+ |